# Coming to Town
Coming to Town is het eerste livealbum van de Britse toetsenist Oliver Wakeman, verschenen in 2009. Het is opgenomen in het Wyspianski Theater in Katowice op 31 oktober 2007. Het album is gemixt in Thin Ice Studio van Clive Nolan; Karl Groom zat achter de mixtafel. De muziek houdt het midden tussen rock en progressieve rock.

## Musici
- Oliver Wakeman – toetsinstrumenten, zang
- Paul Manzi – zang, akoestische gitaar
- David Mark Pearce – elektrische gitaar en zang
- Paul Brown – basgitaar
- Dave Wagstaffe – slagwerk

## Composities
Allen van Wakeman behalve waar aangegeven met Nolan (x).
1. Don't come running
2. Dangerous world (x)
3. The agent
4. Calling for you
5. Three broken threads (x)
6. Burgundy rose (x)
7. Mother's ruin
8. Enlightenment (x)
9. If you're leaving
10. I don't believe in angels
11. Wall of water
12. Walk away
13. Coming to town (x)

Een dvd-versie verscheen op 5 juni 2008.